# Edwin Borboa
Edwin Alejandro Borboa Pérez (Los Mochis, Sinaloa, 11 de enero de 1983) es un futbolista mexicano que juega en la posición de delantero. Surge de las fuerzas básicas del Club Deportivo Guadalajara.

## Trayectoria
De padres mexicanos, debutó el 23 de agosto de 2004, en un partido entre el Guadalajara y el Pachuca que quedaría empatado 1-1. Antes de debutar con Chivas participó en las filiales de Primera división 'A' mexicana el Club Deportivo Tapatío y Chivas La Piedad, hasta el Apertura 2004 cuando es llamado para ser parte del primer equipo. 
Juega en Chivas hasta el Apertura 2006, también jugando gran parte con Chivas Coras, emigró por un tiempo a Chivas USA, marcó un par de tantos ante UC Riverside en pretemporada, pero no llegó a ningún acuerdo con la directiva y optó por regresar a México. En junio de 2007 pasa formar parte de las filas del Club de Fútbol Atlante con quien resulta campeón en el torneo Apertura 2007. Fue vendido a compra definitiva al CF Pachuca para el Apertura 2008.
En el pasado draft de la llamada "Liga de Ascenso" (antes Primera "A"), el club Freseros de Irapuato, para luego formar parte del club Dorados de Sinaloa
A finales del 2010 llega a un acuerdo con el club Indios de Ciudad Juárez de la Liga de Ascenso de México
En 2013 llega a un acuerdo con el club Leones Negros de la Universidad de Guadalajara de la Liga de Ascenso de México

## Clubes
| Club                                           | País   | Año       |
| ---------------------------------------------- | ------ | --------- |
| Club Deportivo Guadalajara                     | México | 2004-2006 |
| Atlante                                        | México | 2007      |
| León                                           | México | 2008      |
| Pachuca CF                                     | México | 2008-2009 |
| Dorados de Sinaloa                             | México | 2009 2012 |
| Club Deportivo Irapuato                        | México | 2013      |
| Indios de Ciudad Juárez                        | México | 2012      |
| Leones Negros de la Universidad de Guadalajara | México | 2012-2013 |